# پرنده‌خوار

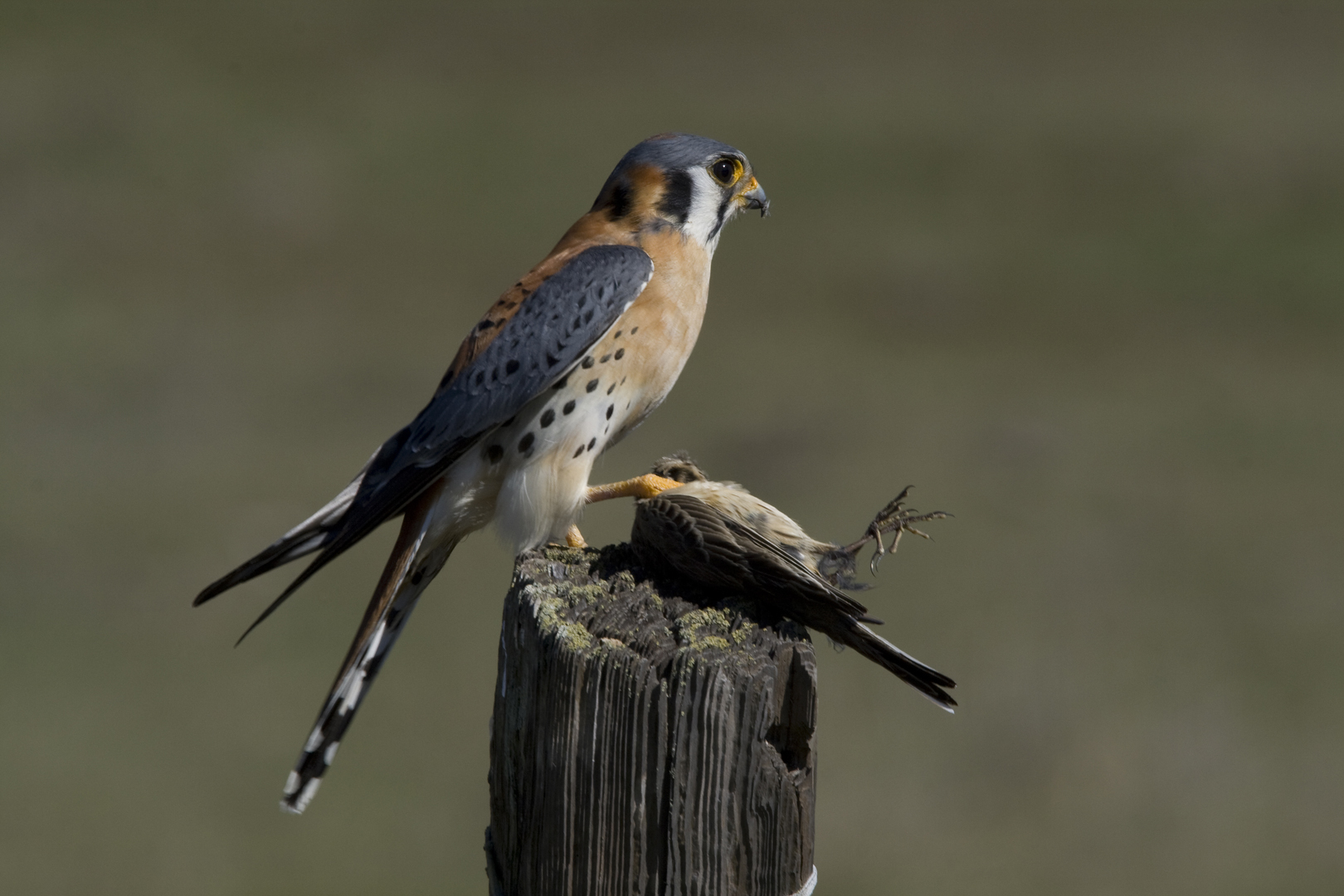
دلیجه آمریکایی در حال خوردن پرنده

پرنده‌خوار (به لاتین: Avivore)، شکارچی تخصصی پرندگان است که پرندگان بخش زیادی از رژیم غذایی آن را تشکیل می‌دهند. چنین جانوران پرنده‌خواری از طیف گسترده‌ای از گروه‌های زیر هستند.
- پرندگان
- پستانداران
- خزندگان
- دوزیستان
- عنکبوتیان